# Breutelia harpophylla
Breutelia harpophylla är en bladmossart som beskrevs av Theodor Carl Karl Julius Herzog 1920. Breutelia harpophylla ingår i släktet gullhårsmossor, och familjen Bartramiaceae. Inga underarter finns listade i Catalogue of Life.